# 81 Dywizja Piechoty (III Rzesza)
81 Dywizja Piechoty (niem. 81. Infanterie-Division) – związek taktyczny piechoty Wehrmachtu.
Dywizja została sformowana na mocy rozkazu z 1 grudnia 1939, w szóstej fali mobilizacyjnej na poligonie Świętoszów (Okręg Wojskowy nr VIII).

## Struktura organizacyjna
Struktura organizacyjna w grudniu 1939
- Dowództwo 81 Dywizji Piechoty
- 161 pułk piechoty
- 174 pułk piechoty
- 189 pułk piechoty
- 181 pułk artylerii
- 181 batalion pionierów
- 181 oddział przeciwpancerny
- 181 oddział łączności
- 181 polowy batalion zapasowy

Struktura organizacyjna w styczniu 1943
- Dowództwo 81 Dywizji Piechoty
- 161 pułk grenadierów
- 174 pułk grenadierów
- 189 pułk grenadierów
- 181 pułk artylerii
- 181 batalion pionierów
- 61 dywizyjny batalion fizylierów
- 181 oddział przeciwpancerny
- 181 oddział łączności
- 181 polowy batalion zapasowy

## Dowódcy dywizji
- gen. por. Fryderyk Wilhelm von Löper (1 XII 1939 – 5 X 1940)
- gen. mjr Hugo Ribstein (5 X 1940 – 8 XII 1941)
- gen. por. Erich Schopper (8 XII 1941 – 1 III 1943)
- gen. por. Gottfried Weber (1 III 1943 – 13 III 1943)
- gen. por. Erich Schopper (13 III 1943 – 1 VI 1943)
- gen. por. Gottfried Weber (1 VI 1943 – 30 VI 1943)
- gen. por. Erich Schopper (30 VI 1943 – 5 IV 1944)
- gen. por. Vollrath Lübbe (5 IV 1944 – 1 VII 1944)
- gen. mjr dr Ernst Meiners (1 VII 1944 – 10 VI 1944)
- gen. por. Franz Eccard von Bentivegni (10 VI 1944 – 8 V 1944)